# 聚滕达尔
聚滕达尔（荷蘭語：Zutendaal，荷蘭語發音：[ˈzytə(n)ˌdaːl]）是比利时弗拉芒大區林堡省哈瑟爾特區的一个市镇，通行荷蘭語，是弗拉芒社群的一部分，面积32.07平方千米，人口7,234人（2018年1月1日）。